# Давыдов, Михаил Прокофьевич
Михаил Прокопьевич Давыдов (15 ноября 1901, с. Кораблино, Рязанская губерния, Российская империя — 1967, Рига, Латвийская ССР, СССР) — советский партийный и государственный деятель. Член РКП(б) с 1920 г. Депутат Верховного Совета СССР 2 созыва.

## Биография
Родился в селе Кораблино Рязанской губернии Российской империи (ныне город Кораблино Рязанской области России). Окончил 3 класса церковно-приходской школы. С 1914 года работал по найму. 
В 1918—1920 на комсомольской работе в Рязанской губернии. 
В 1920—1933 годах служил в РККА. 
Окончил Политические клубные курсы политических работников РККА и Ленинградский коммунистический университет.
Партийная деятельность
- 1933—1936 начальник политотдела Степнянского зерносовхоза (Азово-Черноморский край);
- 1937—1938 1-й секретарь Туапсинского РК ВКП(б).
- июнь 1938 - март 1939 2-й секретарь Краснодарского горкома ВКП(б).
- 1944—1945 1-й секретарь Анапского РК ВКП(б).
- С 20 февраля 1945 года по 16 марта 1949 года 1-й секретарь обкома ВКП(б) Адыгейской автономной области.
- В 1-й половине 1950-х годов 1-й секретарь Даугавпилсского горкома и 2-й секретарь Даугавпилсского обкома КП(б) Латвии.

С августа 1939 года по ноябрь 1941 года работал директором Новороссийского сельскохозяйственного техникума.
Во время войны заместитель командира Кубанского казачьего полка по политчасти (гвардии батальонный комиссар, гвардии майор).
Перед выходом на пенсию находился на преподавательской работе.

## Награды
- орден Ленина (31.07.1947)
- орден Красного Знамени (22.08.1943)
- орден Отечественной войны 2-й степени (01.02.1945)
- медали